# Argumentum ad rem
Argumentum ad rem (latin för "argument till saken" eller "argument avpassat efter saken") innebär att en debatt tar sin utgångspunkt i sakfrågan. Motsatsen benämns argumentum ad hominem, vilket innebär att en debattör fokuserar på den person han eller hon debatterar med, bland annat meningsmotståndarens personliga motiv och uppsåt.
Även om debattörerna företer vitt skilda åsikter och synpunkter i en viss fråga, kan debatten föras "ad rem", det vill säga genom saklig argumentation, på ett lugnt och respektfullt vis.